# 青出於藍 (漫畫)
《青出於藍》（日语：藍より青し），是文月晃的日本漫畫作品。於白泉社漫畫雜誌《Young Animal》從1998年開始至2005年期間進行連載。除了原作以外還陸續改編為電視動畫、小說、遊戲。
作品的舞台地區主要集中在埼玉縣朝霞市、志木市。

## 劇情簡介
花菱家是擁有三百年歷史的大財團，家規極其嚴格。主人公「花菱薰」的父親多年前不顧家族反對與普通女子交往，當他因故去世後，作為唯一的繼承人的薰又被接回家中，母親慘遭驅逐。悲慘的經歷使得薰懷著極大的怨恨，上大學後便脫離家族獨自生活。有一天他偶遇一位穿著和服的少女，自稱「櫻庭葵」，為了履行 " 娃娃親 " 成為花菱的妻子而來。 兒時的回憶已經遠去，眼前的女孩讓薰想起了自己不幸的家庭，但是她天真的笑容和規矩的舉止，讓這個單身漢心猿意馬。就這樣，花菱半信半疑的收留了葵。 
然而未等兩人同居生活開始，代表櫻庭家的神樂崎雅和葵的母親追逐而至～原來葵也是瞞著家裡跑出來的！在瞭解了花菱的身世後，同情心以及更複雜的情感讓葵宣佈自己要和他私奔。然而兩人的住所卻被葵的母親找到，葵對此表明自己想和薰在一起的決心。看到女兒堅毅的眼神，葵的母親不得不同意這一對苦命戀人，並授意神樂崎雅瞞著櫻庭家在一幢別墅裡幫助兩人安頓下來。 不過就算如此，薰和葵也沒能過上安穩的日子，因為種種奇妙的緣分，陸續又有多位女孩住進了別墅，一切都起了微妙的變化……

## 登場人物
聲優由左至右分別是動畫版及遊戲/廣播劇。
花菱薰 - 聲優：保志總一朗（幼年：日高奈留美）/同左
本作的主人公。就讀於明立大學並加入攝影社。先前為花菱財閥的下一代繼承人，由於與祖父（也是當時花菱家的當家）發生衝突，因而選擇離開家中的外宿生活。在一次的偶然中，於東京車站跟葵相遇，幫忙她的過程中間接得知她是為了自己而來，深受感動。後在葵的母親許可下開始與葵的同居生活，與葵居住在櫻庭家位於東京的別館中。
小時候因花菱與櫻庭訂婚的關係與葵相識，有著許多兒時的回憶。在最後一次見面時把母親交給自己的鑰匙託付給葵保管，並約好下次見面之時再取回。
在祖父過世後，薰同父異母的弟弟為了奪得花菱家當家之位，不惜軟禁葵並要求與之訂婚。而薰在得知後於訂婚當日前往營救。在得知遺囑的內容為「櫻庭葵選擇的人為花菱家當主」後，把自己的當主之位讓給弟弟，並且成功說服櫻庭家接納自己。在最後改回舊姓本条(本条薰)並成為公務員(律師)，與葵兩人一起住在一棟小公寓中。
櫻庭葵 - 聲優：川澄綾子/同左
本作的女主角。以成為薰的妻子為目標，一路從小努力的女孩。因花菱家突然取消婚約的緣故，而來到東京向薰確認他的心意。料理和家事全能，與薰居住在櫻庭家位於東京的一座別館之中。
小時候因花菱與櫻庭訂婚的關係與葵相識，有著許多兒時的回憶。兩人在神木下刻下自己的身高及名字，而後分離時葵也經常在神社祈求能盡速見到薰。
取消與花菱家的婚約後，櫻庭家幫葵選定另外的訂婚對象時，遭到葵的拒絕。薰當時以不想讓葵受到自己失去家人的痛苦為理由前去說服櫻庭家接納自己。在此之後，櫻庭家便監視著薰是否有成為花菱家當主的可能性為前提繼續讓葵與薰同居。
在花菱家的當家過世後，櫻庭家參與軟禁葵的行動。被軟禁的葵想起小時候第一次遇到薰的情景，並回憶起自己一路努力過來的初衷。因此在訂婚當天，主動說出要拋棄櫻庭的名字，與薰在一起。最後與改回舊姓的薰結婚(本条葵)，兩人一起住在一棟小公寓中。
蒂娜‧佛斯特 - 聲優：雪野五月/同左
美國人。和花菱薰一樣是明立大學攝影社成員。有非禮其他女性胸部的不良癖好。
喜歡著薰，但一直無法面對自己的心情。在確定要回美國後，便趁著沖繩之旅時向薰告白，但以不想被拒絕為理由不要薰回答。
故事的尾聲回到美國，並於四年後再度來到日本，尋找當初一同在大屋的所有成員，分送所有人的合照給大家。
神樂崎雅 - 聲優：平松晶子/折笠愛
葵的監護人。起初很討厭一事無成的薰，但隨著故事的進展了解到葵喜歡上薰的理由，因此將他視為自己重要的人，時時刻刻守護著葵與薰的生活。
在葵脫離櫻庭家後，被櫻庭家收養為養女。現為櫻百貨公司的分店長。
水無月妙子 - 聲優：水橋香織/堀江由衣
在櫻庭家位在東京的別館中擔任女僕，也是薰的學妹，一樣是攝影社的成員，但常常被其他兩位學長騙去拍照。起初不擅長女僕工作，但在葵的幫助下漸漸熟悉。
在大屋成員去妙子老家的海灘玩時注意到自己喜歡上薰，雖然想藉機表白但沒有成功。而後得知薰與葵的關係後雖然感到失戀難過，但也持續祝福兩人。最後在雅所在的櫻百貨公司擔任職員。
美幸繭 - 聲優：成田紗矢香/千葉千惠巳
美幸家的千金。小時後在聚會的場合中因為一時任性導致的意外認識了薰，並受其鼓勵而逐漸改變自己。在英國留學四年後回到了日本，跳級進入了明立大學，也成為攝影部的成員之一。
喜歡著薰，但堅持著「薰少爺喜歡誰是薰少爺自己的自由」。時常藉著各種理由前往大屋與薰等人見面。跟蒂娜時常鬥嘴吵架，但也提出好朋友就是能指出對方缺點的人的概念來重視這份友情。
故事的最後，依然時常拜訪薰與葵婚後的居所。
西園寺琉伽 - 聲優：堀内賢雄
繭的管家，神秘的眼鏡男。可以滔滔不絕自己高中同學的瑣碎往事。
水無月千香 - 聲優：桃井晴子
妙子的堂妹，有著開朗個性的少女。喜歡著薰，稱其為「大哥哥」。故事的最後，與夏樹跟千鶴考上了同一所大學。
- ウズメ（フェレット） - 聲優：猪口有佳

蒂娜偷偷帶回公寓的寵物雪貂，後來被大家一起飼養。
- つるべ（猫）- 聲優：成田紗矢香

小宮 夏樹 - 聲優：古山貴實子
千香的高中同學
相澤千鶴 - 聲優：能登麻美子
千香的高中同學
- 鈴木 - 聲優：中井和哉
- 佐藤 - 聲優：肥後誠

## 出版書籍
| 集數 | 白泉社         | 白泉社                 | 長鴻出版社     | 長鴻出版社           |
| 集數 | 發售日期       | ISBN                   | 發售日期       | EAN                  |
| ---- | -------------- | ---------------------- | -------------- | -------------------- |
| 1    | 1999年5月28日  | ISBN 978-4-592-13371-1 | 2001年4月18日  | EAN 471-0765-15505-6 |
| 2    | 1999年12月17日 | ISBN 978-4-592-13372-8 | 2001年5月17日  | EAN 471-0765-15579-7 |
| 3    | 2000年5月29日  | ISBN 978-4-592-13373-5 | 2001年5月21日  | EAN 471-0765-15762-3 |
| 4    | 2000年10月27日 | ISBN 978-4-592-13374-2 | 2001年8月19日  | EAN 471-0765-15936-8 |
| 5    | 2001年3月29日  | ISBN 978-4-592-13375-9 | 2001年8月23日  | EAN 471-0765-15939-9 |
| 6    | 2001年7月27日  | ISBN 978-4-592-13376-6 | 2002年9月23日  | EAN 471-0765-16990-9 |
| 7    | 2001年11月29日 | ISBN 978-4-592-13377-3 | 2002年10月15日 | EAN 471-0765-17055-4 |
| 8    | 2002年3月29日  | ISBN 978-4-592-13378-0 | 2003年1月4日   | EAN 471-0765-17254-1 |
| 9    | 2002年7月29日  | ISBN 978-4-592-13379-7 | 2003年5月15日  | EAN 471-0765-17400-2 |
| 10   | 2002年11月29日 | ISBN 978-4-592-13440-4 | 2003年9月27日  | EAN 471-0765-17852-9 |
| 11   | 2003年5月29日  | ISBN 978-4-592-13441-1 | 2004年2月19日  | EAN 471-0765-18199-4 |
| 12   | 2003年11月28日 | ISBN 978-4-592-13442-8 | 2004年4月15日  | EAN 471-0765-18413-1 |
| 13   | 2004年3月29日  | ISBN 978-4-592-13443-5 | 2004年10月15日 | EAN 471-0765-18740-8 |
| 14   | 2004年9月29日  | ISBN 978-4-592-13444-2 | 2005年4月26日  | EAN 471-0765-19400-0 |
| 15   | 2005年2月28日  | ISBN 978-4-592-13445-9 | 2005年8月15日  | EAN 471-0765-19701-8 |
| 16   | 2005年8月28日  | ISBN 978-4-592-13446-6 | 2006年4月19日  | EAN 471-0765-20334-4 |
| 17   | 2005年12月20日 | ISBN 978-4-592-13447-3 | 2006年8月23日  | EAN 471-0765-20743-4 |

## 電視動畫
青出於藍
從2002年4月10日至2002年9月25日在富士電視台聯播網播放，全24話。台灣由JET日本台首播，是採取日文發音加中文字幕的形式播出。
青出於藍～缘～
從2003年9月至2003年12月在獨立UHF放送局播放，全12話。台灣一樣由JET日本台取得代理。

### 製作團隊
括弧内（ ）説明製作人員第1期・第2期皆有參與製作。
- 原作 - 文月晃
- 監督 - 下田正美
- 系列構成 - 網谷正治（第1期）→金卷兼一（第2期）
- 燈光監督 - 金卷兼一（第1期）
- 人物設計 - 岩倉和憲
- 總作画監督 - 中山由美
- 設計監督 - 長谷川眞也（第1期）、楠本祐子
- 美術監督 - 東潤一
- 色彩設定 - 佐藤直子（第2期）、石田美由紀
- 攝影監督 - 大河内喜夫、黒澤豊（第2期）
- 編輯 - 西山茂
- 音響監督 - 三間雅文（第1期）、柏倉ツトム（Kashiwakura Tsutomu）
- 音樂 - 增田俊郎
- 製作人 - 関戸雄一、中澤章一、松倉友二、春名剛生（第1期）→NOBU YAMAMOTO（第2期）
- 動畫製作 - J.C.STAFF
- 製作委員會 - 藍青計画、富士電視台（第1期）

### 主題曲
青出於藍
片頭曲「永遠の花」（1話 - 24話）
作詞 - 相田毅 / 作曲・編曲 - 増田俊郎 / 歌 - 石田燿子
- 第24話作為エンディング所使用。

片尾曲「名も知れぬ花」（1話 - 14話、16話 - 17話、19話 - 23話）
作詞 - 田岡美樹、市川裕一 / 作曲・編曲 - 市川裕一 / 歌 - the Indigo
「朱い花」（15話）
作詞・作曲・編曲 - 市川裕一 / 歌 - the Indigo
「I'll Be Home」（18話）
作詞 - 相田毅、市川裕一 / 作曲・編曲 - 増田俊郎 / 歌 - ティナ＝フォスター（雪乃五月）
青出於藍～缘～
片頭曲「たからもの」（1話 - 12話）
作詞・歌 - 石田燿子 / 作曲・編曲 - 増田俊郎
片尾曲「I Do!」（1話 - 8話、10話 - 12話）
作詞 - 田岡美樹 / 作曲・編曲 - 市川裕一 / 歌 - the Indigo
「Presence」（9話）
作詞 - 田岡美樹 / 作曲・編曲 - 市川裕一 / 歌 - the Indigo
插入曲「永遠の花」（12話）
作詞 - 相田毅 / 作曲・編曲 - 増田俊郎 / 歌 - 石田燿子

### 各話列表
話數與標題是用直書來書寫。使用的字體分別為第1期楷書、第2期行書。
| 話數           | 標題     | 腳本             | 分鏡         | 演出              | 作畫監督                     |
| 青出於藍       | 青出於藍 | 青出於藍         | 青出於藍     | 青出於藍          | 青出於藍                     |
| -------------- | -------- | ---------------- | ------------ | ----------------- | ---------------------------- |
| 第一話         |          | 網谷正治         | 下田正美     | 高島大輔          | 千葉道徳                     |
| 第二話         |          | 久保田雅史       | 島津奔       | 戸張節五郎        | 片岡英之 丸山博一 アベミエコ |
| 第三話         |          | 玉井☆豪          | 小滝礼       | 熨斗谷充孝        | 鈴木伸一                     |
| 第四話         |          | 山田靖智         | 山本秀世     | 雄谷将仁          | 杉本功                       |
| 第五話         |          | 金巻兼一         | 静野孔文     | 熨斗谷充孝        | 田中正弥                     |
| 第六話         |          | 金巻兼一         | 渡邊哲哉     | 土屋日            | 鈴木伸一                     |
| 第七話         |          | 久保田雅史       | 島津奔       | 櫻美勝志          | 名和宗則                     |
| 第八話         |          | 山田靖智         | 佐山聖子     | 井硲清高          | 中矢雅樹                     |
| 第九話         |          | 金卷兼一         | 高橋滋春     | 高橋滋春          | 小林緣                       |
| 第十話         |          | 網谷正治         | 山本秀世     | 高島大輔          | 千葉道徳                     |
| 第十一話       |          | 金卷兼一         | 小滝礼       | 雄谷将仁          | 杉本功                       |
| 第十二話       |          | 金卷兼一         | 土屋日       | 土屋日            | 鈴木伸一                     |
| 第十三話       |          | 網谷正治 玉井☆豪 | 福田道生     | 岡嶋国敏          | 田中誠輝                     |
| 第十四話       |          | 山田靖智         | 島津奔       | 橋本昌和          | 片岡英之 アベエミコ          |
| 第十五話       |          | 久保田雅史       | 高橋滋春     | 高橋滋春          | 鈴木伸一                     |
| 第十六話       |          | 山田靖智         | 櫻美勝志     | 櫻美勝志          | 丸山隆                       |
| 第十七話       |          | 金卷兼一         | 小滝礼       | 岡本英樹          | 中矢雅樹                     |
| 第十八話       |          | 金卷兼一         | 土屋日       | 土屋日            | 杉本功                       |
| 第十九話       |          | 久保田雅史       | 島津奔       | 高島大輔          | 千葉道徳                     |
| 第二十話       |          | 久保田雅史       | 福田道生     | 雄谷将仁          | 片岡英之 アベエミコ          |
| 第二十一話     |          | 山田靖智         | 櫻美勝志     | 湖山禎崇          | 川嶋恵子                     |
| 第二十二話     |          | 久保田雅史       | 島津奔       | 岡本英樹          | 中矢雅樹                     |
| 第二十三話     |          | 金卷兼一         | 櫻美勝志     | 中山勝一          | 丸山隆                       |
| 第二十四話     |          | 金卷兼一         | 下田正美     | 高島大輔 下田正美 | 杉本功                       |
| 青出於藍〜緣〜 |          |                  |              |                   |                              |
| 第壹話         |          | 金卷兼一         | 下田正美     | 高島大輔          | 杉本功                       |
| 第貳話         |          | 金卷兼一         | 島津聡行     | 雄谷将仁          | 丸山隆                       |
| 第參話         |          | 高山克彥         | 小滝礼       | 太田知章          | 野口このみ                   |
| 第四話         |          | 久保田雅史       | 島津聡行     | 土屋日            | 南伸一郎                     |
| 第五話         |          | 金卷兼一         | 山本秀世     | 山本秀世          | 杉本功                       |
| 第六話         |          | 久保田雅史       | 島津聡行     | 湖山禎崇          | 片岡英之 アベエミコ          |
| 第七話         |          | 金卷兼一         | まなかゆきお | 秦義人            | 谷口淳一郎                   |
| 第八話         |          | 久保田雅史       | 島津聡行     | 太田知章          | 野口このみ                   |
| 第九話         |          | 金卷兼一         | 島津聡行     | 雄谷将仁          | 丸山隆                       |
| 第拾話         |          | 久保田雅史       | 小滝礼       | 高島大輔          | 片岡英之                     |
| 第拾壹話       |          | 久保田雅史       | 島津聡行     | 山本秀世          | 杉本功                       |
| 第拾貳話       |          | 金卷兼一         | 島津聡行     | 中山勝一          | 中山由美                     |

### 播放電視台
| 播放地區       | 播放電視台     | 播放日期                       | 播放時間                    | 播放系列       | 備註     |
| 青出於藍       | 青出於藍       | 青出於藍                       | 青出於藍                    | 青出於藍       | 青出於藍 |
| -------------- | -------------- | ------------------------------ | --------------------------- | -------------- | -------- |
| 關東廣域圈     | 富士電視台     | 2002年4月11日 - 9月26日        | 星期四 2:25 - 2:55          | 富士電視台系列 |          |
| 中京廣域圈     | 東海電視台     | 2002年4月20日 - 11月9日        | 星期六 1:50 - 2:20          | 富士電視台系列 |          |
| 近畿廣域圈     | 關西電視台     | 2002年4月28日 - 10月13日       | 星期日 3:25 - 3:55          | 富士電視台系列 |          |
| 日本全域       | 富士電視台721  | 2003年8月5日 - 8月8日          | 星期二 - 星期五 2:00 - 4:30 | CS放送         |          |
| 青出於藍〜緣〜 |                |                                |                             |                |          |
| 埼玉縣         | 玉視           | 2003年10月12日 - 12月28日      | 星期日 1:20 - 1:50          | 獨立UHF局      |          |
| 神奈川縣       | tvk            | 2003年10月13日 - 12月29日      | 星期一 1:00 - 1:30          | 獨立UHF局      |          |
| 千葉県         | 千葉電視台     | 2003年10月14日 - 12月30日      | 星期二 1:25 - 1:55          | 獨立UHF局      |          |
| 近畿廣域圈     | 関西電視台     | 2003年10月19日 - 2004年1月25日 | 星期日 3:45 - 4:15          | 富士電視台系列 |          |
| 中京廣域圈     | 東海電視台     | 2003年10月25日 - 2004年1月31日 | 星期六 1:50 - 2:20          | 富士電視台系列 |          |
| 福岡縣         | 西日本電視台   | 2003年11月4日 - 2004年2月10日  | 星期二 2:30 - 3:00          | 富士電視台系列 |          |
| 北海道         | 北海道文化放送 | 2003年11月8日 - 2004年2月14日  | 星期六 2:30 - 3:00          | 富士電視台系列 |          |
| 日本全域       | Kids Station   | 2003年12月4日 - 2004年2月26日  | 星期四 0:30 - 1:00          | CS放送         | 有重播   |
| 兵庫縣         | SUN電視台      | 2004年7月6日 - 9月21日         | 星期二 0:00 - 0:30          | 獨立UHF局      |          |

## 相關商品

### 書籍
- 藍より青し 〜花鳥風月〜 TVアニメビジュアルブック
- 藍より青し ノベルズ（著：馬里邑れい）
- 藍より青し ファイナルファンブック
- 藍より青し コンプリートワークス 完全保存版画集
- 藍より青し 純愛心理解析書（占い）
- 藍より青し ビジュアルコレクション（ペーパーバック）

### DVD
- 藍より青し ―藍青特報版―
- 藍より青し 全8卷（各三話收錄）
- 藍より青し〜縁〜 最愛
- 藍より青し〜縁〜 全6卷（各二話收錄）

### CD
- 藍より青し 音絵巻/電脳絵巻
- 藍より青し 歌絵巻
- 藍より青し 葵唄 -あおいうた-
- 藍より青し 藍青放送局
- 藍青音盤一 "桜"
- 藍青音盤二 "寒椿"
- 藍青劇版一 "向日葵"
- 藍青劇盤二 "秋桜"
- 藍青〜縁〜音盤 "松"
- 藍青〜縁〜劇盤一 "竹"
- 藍青〜縁〜劇盤二 "梅"
- HCD「藍より青しの夏休み」
- HCD「藍より青し〜旅情編〜」
- 漫畫11卷附錄廣播劇CD「吉報」

### 遊戲
- SuperLite 2000系列 藍より青し（2005年6月23日發售、PlayStation 2、Success）
- 藍より青し 〜春夏〜 Windows XP,2000,Me,98用
- 藍より青し 〜秋冬〜 Windows XP,2000,Me,98用

## 外部連結
- 電視動畫『青出於藍』官方網站（日語）
- 電視動畫『青出於藍～缘～』官方網站（日語）
- .   [2013-05-12]. （原始内容存档于2008-07-28）. （日語）
- アニメ版サイト（J.C.STAFF）（日語）
- .   [2013-05-12]. （原始内容存档于2008-05-17）. （日語）
- フジテレビ （页面存档备份，存于）（日語）